# Thomas de la Hay
Sir Thomas de la Hay († Juli 1406 auf Slains Castle, Aberdeenshire) war ein schottischer Adliger und High Constable of Scotland.
Er war der Sohn des Sir David de la Hay aus dessen Ehe mit einer Tochter des Sir John Keith of Innerpeffer. Als sein Vater 1346 in der Schlacht von Neville’s Cross fiel, erbte er dessen Besitzungen, insbesondere die feudalen Baronien Erroll in Perthshire und Slains in Aberdeenshire, sowie das Hofamt des High Constable of Scotland.
Er gehörte zu den Diplomaten, die 1353 die Freilassung König Davids II. aus englischer Gefangenschaft verhandelten und war 1354 eine der Geiseln, die zur Absicherung des zu zahlenden Lösegeldes gestellt wurden.
Im November 1372 heiratete er Elizabeth Stewart († vor 1355), Tochter des schottischen Königs Robert II. aus dessen erster Ehe mit Elizabeth Mure of Rowallan. Mit ihr hatte er fünf Kinder:
- William Hay, 1. Lord Hay (um 1374–1437), ⚭ Margaret Gray;
- Sir Gilbert Hay (um 1376–nach 1436), Laird of Dronlaw, ⚭ Elizabeth Reid;
- Elizabeth Hay († vor 1397), ⚭ Sir George Leslie of Rothes († 1412);
- Tochter († vor 1390), ⚭ Andrew Leslie of that Ilk;
- Alice Hay (um 1375–um 1451), ⚭ Sir William Hay († 1421), Laird of Lochorwart and Yester.